# Meixedo (Montalegre)
Meixedo est un village du Portugal dans la municipalité de Montalegre
On date la fondation de Meixedo du XIe siècle et ce village ne contient pas moins de huit sources d'eau[réf. nécessaire].
Dans le village de Meixedo (Montalegre), les rois n’avaient pas de droit de royauté. Bien au contraire, rare à l’époque, ce village Meixedo constituait une terre attribuée par des normes distinctes que le roi Afonso a d'abord assigné à l'Hôpital » (à l'ordre des Hospitaliers). Celle-ci avait été fondée après la conquête de Jérusalem par les croisés, en 1099. Comme c'était le seul cadeau au soi-disant “Ordre des Hospitaliers”, pour la commune de Montalegre appelé aussi “Barroso”. Les habitants de Meixedo doivent s'estimer très honorés par cela. La chapelle de São Sebastião est l'un des rares signes vivants de l'énorme dévotion à ce saint, après la peste de 1570 et, surtout, après la renaissance du Sebastiansime avec la mort de D. Sebastião, le 4 août 1578. 
Ce village fait partie de la région Haut Trás-os-Montes.